# Дженнер, Мишель
Мишель Дже́ннер (Хеннер) Юссо́н (исп. Michelle Jenner Husson; род. 14 сентября 1986, Барселона) — испанская актриса
.

## Биография
Мишель Дженнер родилась в Барселоне в семье актёров. Отец актёр Мигель Анхель Дженнер имеет английские корни, мать Мартин Юссон — французские. С двух лет она начала сниматься в рекламных роликах. Её первой работой на телевидении стала роль в телесериале «Городские декорации» в 2000 году. Первую известность ей принесла роль Сары Мирандо в телесериале «Люди Пако». В 2012—2014 годах она играла главную роль в сериале «Изабелла» о жизни королевы Кастилии Изабеллы I.
В 2011 году снялась в фильме «Не бойся», за роль в котором была номинирована на премию Гойя в категории «Лучший женский актёрский дебют».
Дженнер также занимается озвучкой и дубляжом. Например, она дублировала роль Гермионы Грейнджер в первых четырёх фильмах о Гарри Поттере, а также главную героиню Элой в серии компьютерных игр Horizon.

## Фильмография
| Год       |    | Русское название                        | Оригинальное название    | Роль                |
| --------- | -- | --------------------------------------- | ------------------------ | ------------------- |
| 2000—2001 | с  | Городские декорации                     | El cor de la ciutat      | Алисия              |
| 2005—2010 | с  | Люди Пако                               | Los hombres de Paco      | Сара Мирандо        |
| 2009      | ф  | Очень испанское кино                    | Spanish Movie            | фея                 |
| 2011      | ф  | Пришелец из космоса                     | Extraterrestre           | Хулия               |
| 2011      | ф  | Не бойся                                | No tengas miedo          | Сильвия             |
| 2012—2014 | с  | Изабелла                                | Isabel                   | Изабелла            |
| 2013      | ф  | Все женщины                             | Todas las mujeres        | Она                 |
| 2015      | с  | Министерство времени (4 серия 1 сезона) | El ministerio del tiempo | Изабелла            |
| 2015      | мф | Лунный флаг                             | Atrapa la bandera        | Эми Гонсалес        |
| 2016      | ф  | Джульетта                               | Julieta                  | Беатрис             |
| 2016      | мф | Большой собачий побег                   | Ozzy                     | Паула (озвучивание) |
| 2016      | ф  | Наши любовники                          | Nuestros amantes         | Ирен                |
| 2018—2018 | с  | Собор у моря                            | La catedral del mar      | Мар                 |
| 2018      | ф  | Тень закона                             | La sombra de la ley      | Сара                |
| 2023      | с  | Берлин                                  | La casa de papel: Berlín | Кейла               |